# The Daily Southern Cross
Der The Daily Southern Cross war eine zunächst wöchentlich, später täglich erscheinende Tageszeitung in der Stadt Auckland in Neuseeland.

## Geschichte
Die Zeitung, seinerzeit noch The Southern Cross genannt, wurde 1843 von dem Geschäftsmann und Politiker William Brown als eine Wochenzeitung in Auckland gegründet. Brown zählte seinerzeit zu den Kaufleuten und Spekulanten, die während der Zeit Neuseeland als Kronkolonie regierungsfeindlich und mit Gouverneur George Edward Grey verfeindet waren. Browns Intention deshalb war, eine Zeitung zu gründen und diese als Waffe gegen die Regierung und Verwaltung einzusetzen.
Die erste Ausgabe der Zeitung, die jeweils samstags erschien, wurde erstmals am 22. April 1843 auf den Markt gebracht und wurde die erste stabile Zeitung von Auckland, der damaligen Hauptstadt. Die Zeitung erhielt den Zusatz „New Zealand Guardian“. Brown hatte zunächst einen Miteigentümer, übernahm dann aber später die Zeitung ganz. Die Southern Cross war über zwei Jahre unangefochten die alleinige Tageszeitung. Im Juni 1845 folgte dann als Konkurrenz der The New-Zealander und mit dem Auckland Chronicle und der Auckland Times traten weitere Konkurrenten auf dem Zeitungsmarkt von Auckland auf. Trotzdem entwickelte sich die Zeitung gut, doch infolge der Kriege mit den Māori im Land, die auch das Geschäft in Auckland beeinträchtigte, stellte die Zeitung von April 1845 bis Juli 1847 ihr Erscheinen ein.
Als 1847 der Vertrieb des Southern Cross wieder aufgenommen wurde, repräsentierte der Southern Cross und der New Zealander die rivalisierenden Fraktionen in der Politik von Auckland. Während der New Zealander die einfachen Siedler und die Māori unterstützte, war das Blatt des Southern Cross das Sprachrohr der Landbesitzer, das zudem die Regierung von Gouverneur Grey scharf angriff. In jener Zeit wurden Zeitungen in Neuseeland in erster Linie dazu herausgegeben, politisch zu wirken und Ziele seiner Vertreter- und Leserschaft zu verfolgen.
Im Juli 1849 wurde die Erscheinungsweise des Southern Cross auf zweimal die Woche, jeweils mittwochs und samstags, umgestellt. Mit Wirkung vom 20. Mai 1862 wurde dann der Name des Southern Cross in Daily Southern Cross umbenannt, die Erscheinungsweise auf täglich umgestellt und war als Tageszeitung in Auckland damit unangefochten die Nummer eins. 1869 übernahm der Journalist, Verleger und Politiker Julius Vogel die Zeitung, verkaufte aber 1873 seine Anteile an der Zeitung, da er sich voll und ganz der Politik verschrieben hatte. Die neuen Eigentümer konnten sich nicht über die Ausrichtung der Zeitung einigen und so verkauften sie das Blatt im Jahr 1876 an Alfred Horton, der dann mit den Brüdern Wilson, denen der New Zealand Herald gehörte, eine Partnerschaft einging. In Folge dieser wurde der Daily Southern Cross zum Ende des Jahres 1876 vom New Zealand Herald übernommen und mit dem Erscheinen des New Zealand Herald im neuen Jahr das neue Blatt mit dem Zusatz „and daily Southern Cross“ versehen, doch schon am 1. November des Jahres war der Zusatz verschwunden.
Die 1863 vom Southern Cross gegründete Weekly News wurde mit dem Weekly Herald verschmolzen und neu als Auckland Weekly News herausgegeben.